# Soykan
Soykan ist ein türkischer männlicher und weiblicher Vorname sowie Familienname.

## Namensträger

### Familienname
- Daniela Soykan, ehemalige österreichische Moderatorin
- Ebru Soykan (um 1981–2009), türkische Bürgerrechtlerin
- Nurhan Soykan (* 1970), Generalsekretärin des Zentralrats der Muslime in Deutschland
- Ömer Naci Soykan (1945–2017), türkischer Philosoph und Autor